# Сан (Пабло Пикасо)
Сан (француски: Le Rêve) је слика уље на платну из 1932. (130 × 97 цм) Пабла Пикаса, тада 50-годишњака, који приказује његову 22-годишњу љубавницу Мари-Терез Валтер. Прича се да је насликана за једно поподне, 24. јануара 1932. године. Припада Пикасовом периоду искривљених приказа, са превише поједностављеним обрисима и контрастним бојама налик на рани кубизам. Еротски садржај слике примећује се више пута, а критичари истичу да је Пикасо на уздигнутом лицу свог модела насликао усправни пенис, који вероватно симболизује његов властити. Дана 26. марта 2013. године слика је продата на приватној продаји за 155 милиона долара, што је чини једном од најскупљих слика икада продатих.

## Историја
Сан су 1941. године за 7.000 долара купили Виктор и Сали Ганц из Њујорка. Овом куповином започета је њихова педесетогодишња колекција дела само пет уметника: Пикасо, Џаспер Џонс, Роберт Раушенберг, Френк Стела и Ева Хесе. Након што су Ганцови умрли (Виктор 1987. и Сали 1997), њихова колекција, укључујући слику Сан, продата је у аукцијској кући Кристи 11. новембра 1997. године, као начин измиривања рачуна за порез на наследство. Сан је продат за неочекивано високих 48,4 милиона долара, у то време четврта продата најскупља слика (десета када се узме у обзир инфлација). Цела колекција поставила је рекорд у продаји приватне колекције, доневши 206,5 милиона долара. Укупан износ који су Ганцови платили током свог живота сакупљајући ове комаде био је око 2 милиона долара.
Изгледа да је купац који је Сан купио у Кристију 1997. године био менаџер инвестиционих фондова аустријског порекла Волфганг Флетл, који је крајем 1990-их такође кратко држао Ван Гогов Портрет др. Гашета. 2001. године, под финансијским притиском, продао је Сан казино магнату Стеву Вину за неоткривену суму, процењену на око 60 милиона долара. 26. марта 2013, Њујорк Пост је известио да је Стивен А. Коен из компаније САК Капитал купио слику од Вина за 155 милиона долара.

## Инцидент Стива Вина
Године 2006. слика је била средишњи део Винове колекције и он је размишљао да своје одмаралиште Вин Лас Вегас назове по њој. Током периода антифранцуског расположења у Сједињеним Државама, као одговор на противљење Француске америчкој инвазији на Ирак, Вин је закључио да није препоручљиво давање француског имена одмаралишту. У октобру 2006. године, Вин је рекао групи својих пријатеља (укључујући сценаристу Нору Ефрон и њеног супруга Ника Пилегија, емитерку Барбару Волтерс, трговца уметнинама Серђа Сороко и његову супругу, манекенку Татјану Сороко и адвоката Дејвида Боаса и његову супругу, Мари) да се претходног дана договорио да прода Сан за 139 милиона долара Стивену А. Коену. У то време би ова цена учинила Ле Реве најскупљим уметничким делом икада. Док је Вин показивао слику својим пријатељима, очигледно спремајући се да открије сада још увек званично неоткривеног претходног власника (види горе), провукао је десни лакат кроз платно, пробушивши леву подлактицу фигуре и створивши рупу од шест инча. Ефрон је као објашњење понудио да Вин користи дивље гестикулирање док говори и да има пигментозни ретинитис, који утиче на његов периферни вид. Касније је Вин рекао да је тај догађај схватио као знак да не продаје слику.
Након поправке од 90.000 долара, слика је поново процењена на 85 милиона долара. Вин је поднео захтев за повраћај губитка од 54 милиона долара од његове осигуравајуће куће Ллоид'с из Лондона, износ који би покрио већину почетних трошкова куповине слике. Када су га у осигуравајућој кући одбили, Вин их је тужио у јануару 2007. Случај је на крају решен ван суда у марту 2007. Коен је 2013. купио слику од Вина за 155 милиона долара (око 134 милиона долара у 2006). Занемарујући инфлацију, цена је процењена као највиша коју је икад плаћена за уметничко дело од стране америчког колекционара све док Кенет К. Грифин није купио ~ 300 милиона долара Interchange Вилема де Кунинга у септембру 2015.